# Leandro Cedaro
Pas d'image ? Cliquez ici

a Compétitions nationales et continentales officielles uniquement.

b Matchs officiels uniquement.
Dernière mise à jour le 9 juillet 2023.
Leandro Cedaro, né le 16 février 1988 à Resistencia, est un joueur de rugby à XV international italien d'origine argentine qui joue au poste de deuxième ligne. Il évolue l'intégralité de sa carrière professionnelle en France, avec les clubs du Stade rochelais, du SU Agen et du Stade montois.

## Biographie
Après avoir été formé à Resitancia en Argentine (Club Regatas Resistencia), il prend part en 2009/2010 au championnat de Fédérale 1 en France sous les couleurs du RC Vannes,. 
En 2010, il signe deux ans au Stade montois pour jouer en Pro D2 et ainsi devenir un joueur professionnel,. 
En 2010-2011 et 2011-2012 il joue régulièrement avec le Stade montois (28 matchs, 26 l'année suivante); cependant il signe pour la saison suivante à La Rochelle alors que le Stade montois monte en Top 14 à la suite de sa victoire lors de la finale d'accession.
En 2012, grâce à ses origines italiennes, il est appelé avec l'équipe A italienne pour disputer la Coupe des nations. En juin 2013, il est sélectionné pour la première fois en équipe d'Italie à l'occasion d'un test-match contre l'Écosse. 
Au Stade rochelais, ses bonnes performances (27 matchs la première et la deuxième année) poussent le club à le prolonger jusqu'en juin 2015.
En 2017, il quitte le Stade rochelais pour rejoindre le SU Agen. Après une saison décevante (5 matchs disputés), il est libéré de son contrat et rejoint son ancien club du Stade montois en Pro D2 à partir de la saison 2018-2019. Il met un terme à sa carrière de joueur en juin 2023, alors qu'il est âgé de 35 ans et après plus de quatorze ans joués à haut niveau,.

## Palmarès
- Vainqueur de la finale d'accession de Pro D2 en 2012 avec le Stade montois.
- Vainqueur de la finale d'accession de Pro D2 en 2014 avec le Stade rochelais.
- Finaliste de Pro D2 en 2022 avec le Stade montois.